# سوخت

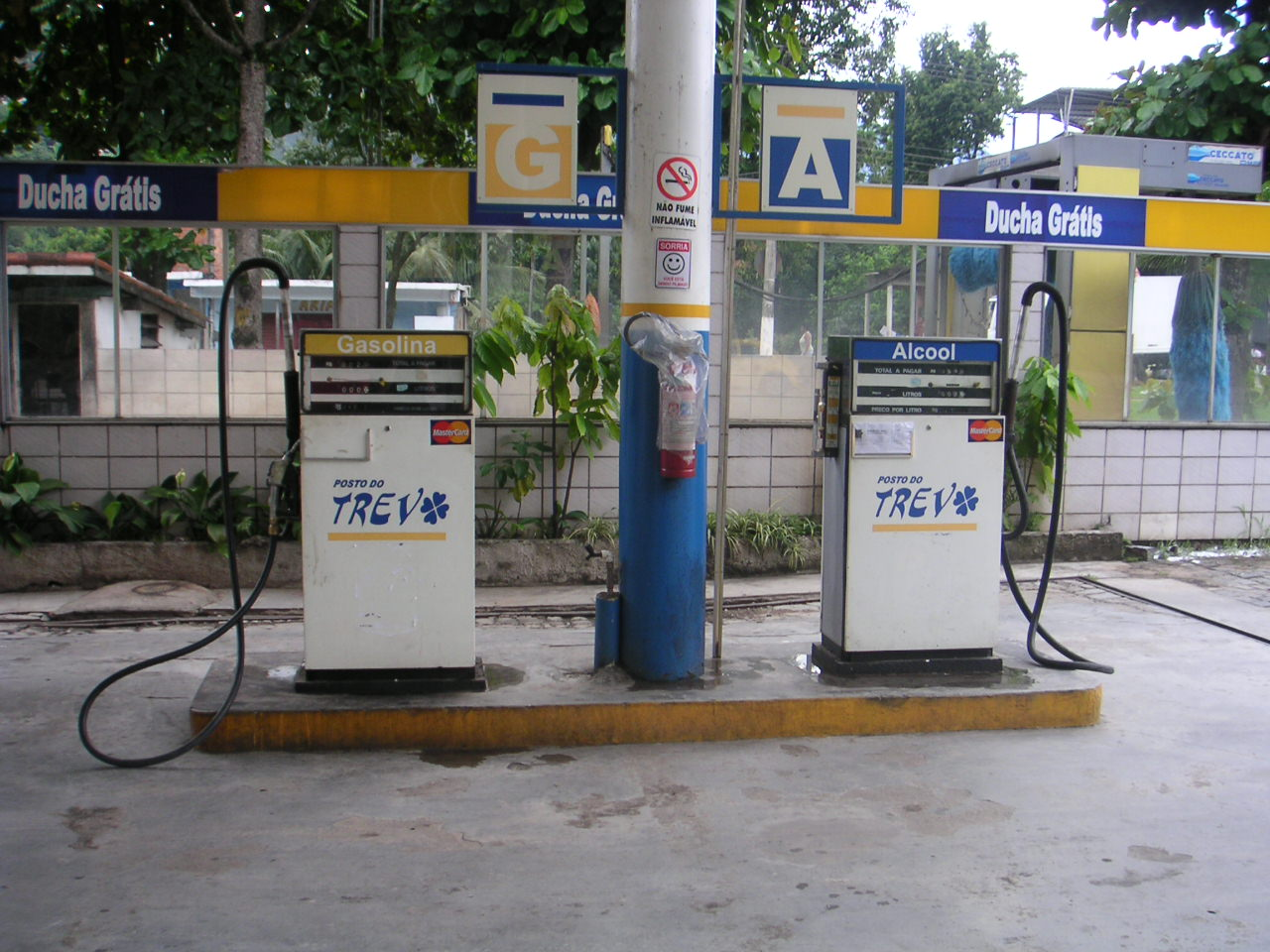
پمپ الکل در برزیل

سوخت (به انگلیسی: Fuel) ماده‌ای است که در اثر تغییرات (معمولاً شیمیائی) تولید انرژی مفید می‌کند که بعداً می‌تواند تبدیل به انرژی مکانیکی شود. این تغییرات معمولاً با سوختن (یعنی ترکیب با اکسیژن) همراه است. فرایندهای مورد استفاده برای تبدیل سوخت به انرژی عبارتند از: واکنش‌های شیمیایی مختلف و گرمازا واکنش‌های هسته‌ای مانند شکافت هسته‌ای یا گداخت هسته‌ای. هیدروکربن‌ها تا حد زیادی شایع‌ترین منبع سوخت مورد استفاده توسط انسان است، اما در بسیاری از موارد فلزات رادیو اکتیو نیز استفاده می‌شوند.

## تاریخچه
اولین استفاده از سوخت توسط بشر، احتراق و سوزاندن تکه‌های چوب در حدود ۲ میلیون سال پیش توسط انسان راست قامت (homo erectus) بود. به صورت کلی در طول تاریخ زندگی بشر که تا به حال با آن آشنا شده‌ایم، تنها سوخت‌هایی که بیشترین استفاده را داشته‌است از گیاهان یا چربی حیوانات بدست می‌آمده‌است و مورد استفاده انسان قرار گرفته‌است. انسان‌ها از ۶۰۰۰ سال قبل از میلاد مسیح برای ذوب آهن از زغال چوب و مشتقات چوب استفاده می‌کردند. بعدها این سوخت‌ها جای خودشان را با کُک عوض کردند. به دلیل اینکه در حوالی قرن ۱۸ جنگل‌های اروپا در حال نابودی بودند. در حال حاضر زغال چوب تنها برای اعمالی مانند باربیکیو (کباب کردن)، استعمال قلیان و دیگر کارها استفاده می‌شود.
اولین بار روغن خام (نفت خام) توسط شیمی دانان پارسی تقطیر شد که کاملاً واضح توضیح آن در دست نوشته‌های عربی نوشته شده‌است که به محمد بن زکریا رازی اشاره دارد. او فرایند تقطیر نفت خام / نفت را به نفت سفید و همچنین سایر ترکیبات هیدروکربن را در کتاب الاسرار توضیح داده‌است.
نفت سفید به همان روش قیر از سنگ نفت بدست می‌آید که در این روش با گرما دادن به سنگ نفت و سپس تقطیر آن نفت سفید به دست می‌آید. زکریا رازی همچنین اولین توضیح را دربارهٔ چراغ نفتی توسط نفت خام داد که البته آن را نفتا نامیده‌است که هم‌اکنون به آن نفت می‌گویند.
خیابان‌های بغداد به صورت کامل با غیر پوشانده شده‌است. که منبع بدست آوردن این غیرها میادین طبیعی نفتی است.
در قرن نهم میلادی میادین نفتی در مناطق اطراف باکوی امروزی مورد بهره‌برداری قرار گرفت. این میادین برای اولین بار توسط جغرافی‌دان عرب علی بن حسین مسعودی در قرن ۱۰ میلادی معرفی شد و سپس توسط مارکو پولو در قرن ۱۳ میلادی اینگونه توصیف شد که خروجی این میادین در حدود صدها بار کشتی است.
با وجود در اختیار بودن انرژی‌های شیمیایی که می‌توان انرژی آن‌ها را با احتراق آزاد کرد، امّا توسعه مفهموم موتور بخار در انگلستان در سال ۱۷۶۹، با استفاده زغال سنگ به عنوان انرژی همراه بود که بخش عمده ای از سوخت‌ها را در آن زمان تشکیل می‌داد.
بعداً از زغال سنگ برای به حرکت درآوردن کشتی‌ها و لوکوموتیو استفاده شد. در قرن نوزدهم، گاز استخراج شده از زغال سنگ برای روشنایی خیابان‌ها در لندن مورد استفاده قرار می‌گرفت. در قرن‌های ۲۰ و ۲۱ میلادی، اولویت استفاده از زغال سنگ تولید برق است که ۴۰ درصد از سهم منبع برق جهانی در سال ۲۰۰۵ را تأمین می‌کرد.
سوخت‌های فسیلی در طی انقلاب صنعتی به سرعت مورد استفاده قرار گرفتند، زیرا از غلظت و انعطاف‌پذیری بیشتری نسبت به منابع انرژی سنتی مانند انرژی حرکتی آب برخوردار بودند. سوخت‌های فسیلی در حال حاضر محور اصلی پیشرفت جامعه امروزی است. به شکلی که اکثر کشورهای جهان از سوخت‌های فسیلی به عنوان منبع تأمین انرژی استفاده می‌کنند. که البته خطرهایی را مانند گرمایش جهانی و خطرات اقلیمی را با خود به همراه دارد.
در حال حاضر انسان‌ها سعی می‌کنند که جهت مصرف سوخت‌ها را به سوخت‌های تجدیدپذیر تغییر بدهند. سوخت‌هایی (انرژی) مانند الکل، توربین‌های بادی و ….

## شیمیایی
سوخت‌های شیمیایی موادی هستند که باعث آزاد شدن انرژی از طریق واکنش با مواد اطراف آنها است که مهمترین آنها توسط فرایند اکسیداسیون می‌باشد.
سوخت‌های زیستی

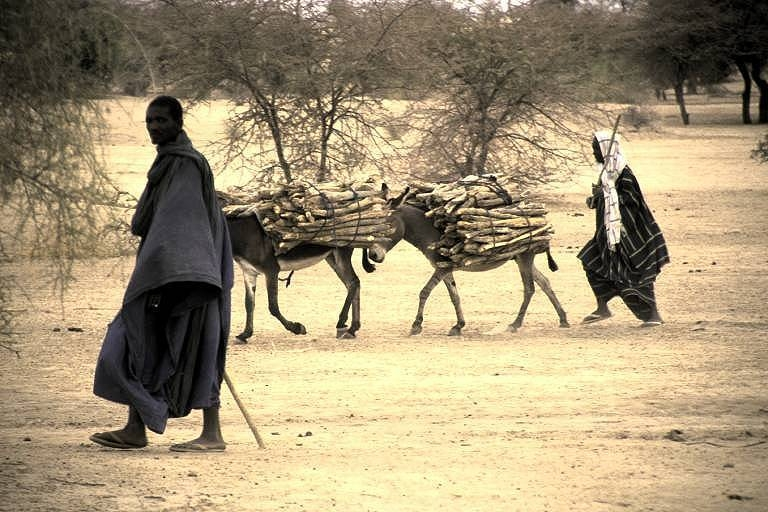
چوب یکی از اولین سوخت‌های مورد استفاده توسط انسان بود و هنوز هم منبع اصلی انرژی در بسیاری از نقاط جهان است.

سوخت‌های زیستی می‌تواند به عنوان سوخت مایع، جامد یا گاز متشکل یا حاصل از زیست توده تعریف شود. زیست توده نیز می‌تواند برای گرم کردن یا تولید برق استفاده شود. سوخت‌های زیستی را می‌توان از هر منبع کربن مثل گیاهان که به سرعت جایگزین می‌شود بدست اورد. بسیاری گیاهان مختلف و مواد مشتق شده از گیاهان برای تولید سوخت زیستی استفاده می‌شود.
شاید اولین سوخت کار گرفته شده توسط انسان چوب است. شواهد نشان می‌دهد آتش کنترل شده تا ۱٫۵ میلیون سال پیش مورد استفاده قرار گرفت در Swartkrans، آفریقای جنوبی است. چوب به عنوان یک سوخت تا به امروز باقی مانده‌است. چوب دارای چگالی انرژی ۱۰–۲۰ MJ / به ازای هر کیلوگرم
اخیرا سوخت‌های زیستی برای استفاده در حمل و نقل خودرو (برای مثال Bioethanol و بیودیزل) مورد توجه واقع شده.
سوخت‌های فسیلی
سوخت‌های فسیلی شامل هیدروکربن‌ها، عمدتا زغال سنگ و نفت (نفت خام یا گاز طبیعی)، که از بقایای فسیل شده گیاهان و حیوانات قرار گرفته در حرارت بالا و فشار بالا در غیاب اکسیژن در داخل پوسته زمین طی میلیون‌ها سال تشکیل می‌شوند.

## هسته‌ای
سوخت هسته‌ای، هر گونه ماده‌ای است که به منظور مصرف انرژی هسته‌ای استخراج شده‌است.
شکافت

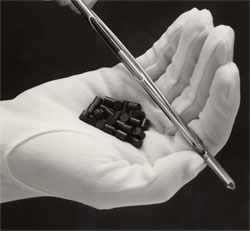
قرص‌های سوخت هسته‌ای

شایع‌ترین نوع از سوخت هسته‌ای مورد استفاده توسط انسان عناصر سنگین شکافت پذیر است که می‌تواند به وسیله انجام واکنش‌های شکافت هسته‌ای زنجیره‌ای در یک راکتور شکافت هسته‌ای انرژی تولید کند. معمول‌ترین سوخت‌های هسته‌ای شکافت پذیر ۲۳۵U و ۲۳۹Pu، هستند.
اعمال استخراج، تصفیه استفاده و جمع‌آوری این عناصر را چرخه سوخت هسته‌ای که در نهایت برای تولید انرژی هسته‌ای یا بمب‌های هسته‌ای استفاده می‌شوند.
چرخه سوخت هسته‌ای، ارتباط به تولید برق هسته‌ای و سلاح‌های هسته‌ای دارد.

## استفاده در طول زمان

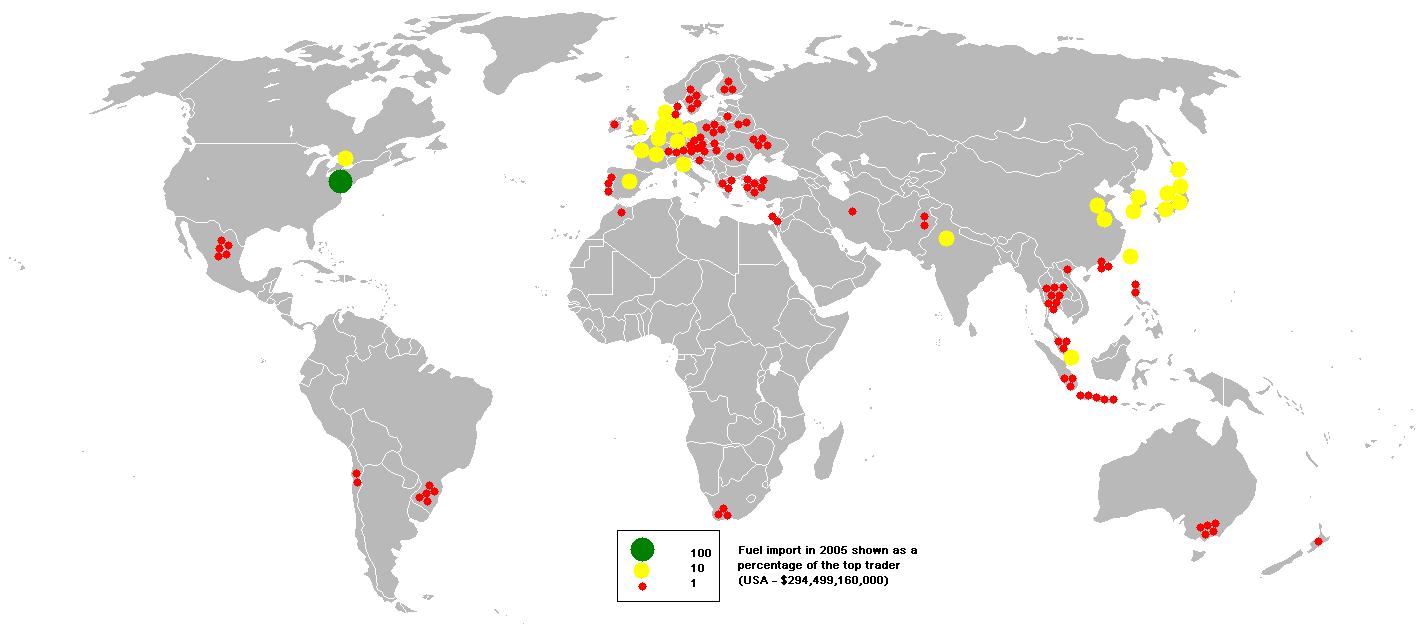
واردات سوخت کشورهای جهان در سال ۲۰۰۵ میلادی

اولین استفاده از سوخت احتراق چوب یا میله‌های هومو ارکتوس در نزدیکی ۲ میلیون سال پیش است.
زغال سنگ برای اولین بار به عنوان یک سوخت حدود ۱۰۰۰ پیش از میلاد در چین مورد استفاده قرار گرفت. با توسعه موتور بخار در سال ۱۷۹۹، زغال سنگ را به استفاده بیشتر رایج است به عنوان یک منبع قدرت است. زغال سنگ بعد به درایو کشتی و لوکوموتیو مورد استفاده قرار گرفت. قرن ۱۹ میلادی، گاز استخراج شده از زغال سنگ برای روشنایی خیابانی در لندن مورد استفاده قرار گرفت. در قرن ۲۰، استفاده اصلی از زغال سنگ برای تولید برق، به ۴۰ درصد از عرضه برق جهان در سال ۲۰۰۵ رسیده‌است.
تبدیل زباله به سوخت راه حلی جدید برای تولید گاز طبیعی می‌باشد.

## برخی سوخت‌های معروف
- چوب
- زغال سنگ
- نفت
- الکل
- گاز طبیعی
- سوخت هسته‌ای
- هیدرازین
- بنزین
- گازوئیل
- هیدروژن
- نفت سیاه
- مازوت

## جستارهای وابسه
- زیست‌سوخت